# Bias, Landes
Bias är en kommun i departementet Landes i regionen Nouvelle-Aquitaine i sydvästra Frankrike. Kommunen ligger i kantonen Mimizan som tillhör arrondissementet Mont-de-Marsan. År 2022 hade Bias 787 invånare.

## Befolkningsutveckling
Antalet invånare i kommunen Bias
Referens:INSEE